# 496 Gryphia
Gryphia (asteroide 496) é um asteroide da cintura principal com um diâmetro de 15,47 quilómetros, a 2,023823 UA. Possui uma excentricidade de 0,079568 e um período orbital de 1 190,88 dias (3,26 anos).
Gryphia tem uma velocidade orbital média de 20,08641019 km/s e uma inclinação de 3,78914º.
Este asteroide foi descoberto em 25 de Outubro de 1902 por Max Wolf.